# Televize v Německu
Televize v Německu představuje kulturní, sociální, politickou a ekonomickou součást německých médií. Jde o volně vysílané televizní stanice, které se dělí na veřejnoprávní a komerční. Na rozdíl od východní Evropy mají v Německu větší úspěch veřejnoprávní televize (tedy provozované státem). Německo má největší televizní trh v Evropě – televizní přijímač má v Německu většina domácností. První německá televize začala vysílat 22. března 1935 z Berlína, 90 minut 3x týdně.

## Televizní kanály

Regionální vysílatelé ARD v Německu

Osm nejsledovanějších německých televizních stanic:

Logo ARD

| # | Název kanálu | Vysílatel            | Sledovanost (%) v roce 2024 |
| - | ------------ | -------------------- | --------------------------- |
| 1 | ZDF          | ZDF                  | 15,3                        |
| 2 | Das Erste    | ARD                  | 13,0                        |
| 3 | RTL          | RTL Group            | 8,1                         |
| 4 | Sat.1        | ProSiebenSat.1 Media | 4,5                         |
| 5 | Vox          | RTL Group            | 4,3                         |
| 6 | Kabel Eins   | ProSiebenSat.1 Media | 2,8                         |
| 7 | ProSieben    | ProSiebenSat.1 Media | 2.8                         |
| 8 | ZDFneo       | ZDF                  | 2,6                         |

### Veřejnoprávní vysílatelé

#### ARD
ARD byla první německy vysílaná stanice. Jako veřejnoprávní vysílatel provozuje jednu celostátní stanici, Das Erste (Erstes Deutsches Fernsehen). Dále provozuje 9 regionálních veřejnoprávních vysílatelů, působících v jednotlivých spolkových zemích. Sídlo se nachází v Stanice provozované ARD:
| Das Erste | Především zpravodajsko-publicistický kanál, vysílající také různé seriály a zábavní program. Několikrát denně vysílá zpravodajství Tagesschau. V Německu je stanice na druhém místě ve sledovanosti (po ZDF), její sledovanost ale dlouhodobě klesá. |

Regionální:
Program stanic je zábavný i zpravodajský s velkou mírou vlastní tvorby. Vysílatelé často provozují několik televizních i rozhlasových stanic. Některé stanice a pořady jsou vysílány ve spolupráci se ZDF, ORF (veřejnoprávní vysílatel v Rakousku) nebo SRG (německy vysílající veřejnoprávní vysílatel ve Švýcarsku)
| NDR          | Norddeutscher Rundfunk      | Vysílání v Dolním Sasku, Meklenbursku-Předním Pomořansku, Hamburku a Šlesvicku-Holštýnsku. Provozuje 11 rozhlasových stanic a 7 televizních stanic, většinu však ve spolupráci se ZDF, SWR nebo ORF. |
| Radio Bremen | Radio Bremen                | Televize a rozhlasová stanice v Brémách. |
| RBB          | Rundfunk Berlin-Brandenburg | Vysílání v Berlíně a Braniborsku. Provozuje 8 rozhlasových a 6 televizních stanic, většina televizních stanic ve spolupráci s jinými vysílateli, většinu rozhlasových stanic samostatně.             |
| MDR          | Mitteldeutscher Rundfunk    | Vysílání v Durynsku, Sasku a Sasku-Anhaltsku. Provozuje 8 rozhlasových a 6 televizních stanic, většina televizních stanic ve spolupráci s jinými vysílateli, většinu rozhlasových stanic samostatně. |
| WDR          | Westdeutscher Rundfunk      | Vysílání v Severním Poryní-Vestfálsku. Provozuje několik televizních a rozhlasových stanic. |
| HR           | Hessischer Rundfunk         | Vysílání v Hesensku. Provozuje 6 rozhlasových a 5 televizních stanic. |
| SWR          | Südwestrundfunk             | Vysílání v Bádensku-Württembersku a Porýním-Falcu. Provozuje 7 televizních a mnoho rozhlasových stanic.                                                                                              |
| SR           | Saarländischer Rundfunk     | Vysílání v Sársku. Provozuje 5 rozhlasových a 6 televizních stanic. |
| BR           | Bayerischer Rundfunk        | Vysílání v Bavorsku. Provozuje 10 rozhlasových a 7 televizních stanic. |

Logo ZDF

Kromě Das Erste provozuje ARD napříč regiony různé tematické televizní stanice: Phoenix (dokumenty, zpravodajství, publicistika, diskuze), KIKA (dětské pořady), Arte (francouzsko-německý kanál), 3sat (zprávy, kultura ad.), ARD-alpha (věda, náboženství, literatura, hudba) a Tageschau24, regionální zpravodajský kanál. Všechny kanály jsou vysílány ve spolupráci se ZDF.

#### ZDF
Druhá německy vysílaná stanice (Zweites Deutsches Fernsehen), ZDF je německá veřejnoprávní skupina, která je na rozdíl od ARD více zábavná a těší se celostátně nejvyšší sledovanosti. Provozuje tři celostátní televizní kanály. Sídlo se nachází v Mohuči.

Logo RTL Group

| ZDF     | Nejsledovanější německý televizní kanál. Zaměřuje se na zábavné programy a talk show, dětské programy, zpravodajství, sport, dokumenty a kulturu. Nechybí zahraniční seriály i seriály z vlastní produkce. Kanál začal vysílat v roce 1963. |
| ZDFneo  | Především zábavný kanál vysílající americké seriály. Začal vysílat v roce 2009, kdy nahradil ZDFdokukanal. |
| ZDFinfo | Informační kanál, začal vysílat v roce 1997. |

### Komerční vysílatelé

#### RTL Group
Komerční vysílatel, jeho stanice patří k nejsledovanějším k zemi, což platí především o vlajkovou loď stanici RTL. Sídlo se nachází v Kolíně nad Rýnem.

Logo ProSiebenSat.1 Media

| RTL Television | Třetí nejsledovanější německá televizní stanice. Vysílá celkový program, jako zpravodajství, zábavu ad. Zpravodajství RTL Aktuell, známý seriál Kobra 11, Wer wird Millionär?, Deutschland sucht den Superstar , americké seriály, zábavní program a další. Vysílání začalo v roce 1984. |
| VOX            | Především zábavní kanál s akvizicemi, talk show a magazíny vysílání započalo v roce 1993. |
| RTLZWEI        | Kanál specializující se na reality show, akvizice nebo anime. Začal vysílat v roce 1993. |
| RTLup          | informační, akviziční a doplňkový kanál. Začal vysílat v roce 2016. |
| Nitro          | Kanál pro muže. Vysílá akvizice a různé magazíny (o automobilismu). Začal vysílat v roce 2012. |
| Super RTL      | Kanál pro děti a mládež. Začal vysílat v roce 1995. |
| n-tv           | Kanál vysílající pořady z business, zpravodajství a talk show. Začal vysílat v roce 1992. |

#### ProSiebenSat.1 Media
Komerční vysílatel, patří k nejsledovanějším v Německu. Sídlo se nachází v Mnichově.
| Sat.1           | Sat.1 je německá televizní stanice. Jedná se o celkově zábavný a zpravodajský kanál. Vysílá zpravodajství, akvizice, zábavu dětské programy ad. Vysílání bylo započato v roce 1984. |
| ProSieben       | ProSieben je zábavný kanál s talk show, akvizicemi a magazíny. Byl spuštěn v roce 1989 a je oblíbený zejména u mladé populace.                                                      |
| Kabel eins      | kabel eins je převážně kanál se zahraničními seriály (akvizicemi) a podobá se kanálu ProSieben. Byl spuštěn v roce 1992.                                                            |
| Sixx            | sixx je kanál pro ženské publikum. Vysílá jak původní program tak zahraniční akvizice. Byl spuštěn v roce 2010.                                                                     |
| Sat.1 Gold      | Sat.1 Gold je kanál vysílající pořady z archivu Sat.1. Podobá se českému kanálu Nova Gold. Byla spuštěna v roce 2013.                                                               |
| ProSieben MAXX  | ProSieben Maxx je doplňkový kanál k ProSieben. Byl spuštěn v roce 2013. |
| Kabel eins Doku | Doplňkový kanál ke kabel eins. Byl spuštěn v roce 2016. |

### Další volně dostupné kanály
V Německu existují také další volně dostupné kanály: VIVA, Comedy Central, Nickelodeon, DMAX, Eurosport 1, TLC, Welt, SPORT1, Tele 5, Disney Channel a Anixe. Existuje také řada placených kanálů.